# Кикизи
Кикизи (фр. Mont Kikizi) — одна из самых высоких гор Бурунди. Высота вершины — 2145 м. Гора находится на юго-востоке страны между городами Рутана и Киньинья.
Немецкий исследователь Бурхарт Вальдекер в 1937 году назвал реку Рувиронза, которая берёт начало на горе, истоком Белого Нила. Этот исток является самым южным истоком реки. В месте истока установлен Памятник истока Нила в виде пирамиды.